# Tirage photographique noir et blanc
Pour les articles homonymes, voir Tirage (photographie).
Le tirage photographique est une étape dans le processus de restitution d'une image présente sur une pellicule. Le but de cette étape est de transférer l'image (à partir d'une pellicule développée) sur du papier, de l'agrandir, de la recadrer et de l'améliorer. Le tirage contact est une autre forme de tirage qui ne permet pas d'agrandissement.
Le tirage est assuré soit par le photographe lui-même, soit par un tireur, artisan ou salarié d'un laboratoire photographique
Sur le plan professionnel, le tirage est assuré par un tireur dont le plus célèbre reste Pierre Gassmann, fondateur de Picto, tireur d'Henri Cartier-Bresson, qui a formé Georges Fèvre, François Duffort, Voja Mitrovic, etc. ; Claudine Sudre (Labo Nicole), etc. Aujourd'hui : Thomas Consani (Central-Dupon), tireur attitré de Marc Riboud , Diamantino Quintas (Diamantino Labo photo), Payram (Picto Bastille), Stéphane Cormier, etc.
Cet article développe particulièrement le processus de tirage dans le cas d'une pellicule noir et blanc (N&B).

## Les différents genres de tirage
On doit distinguer les tirages par contact des tirages par agrandisseur ; les tirages petits et moyens formats des tirages grands formats ; les tirages noir et blanc des tirages couleurs ; les tirages argentiques des tirages numériques ; etc.

## Le processus de tirage argentique en noir et blanc
Les étapes de l'exposition au fixage se déroulent en chambre noire sous lumière inactinique. C'est seulement après l'étape du fixage que le tirage peut être exposé à la lumière.

### Le matériel
- La matière première : le négatif (la pellicule, après développement), sur lequel se trouve le cliché dont on désire faire un tirage.
- L'agrandisseur : c'est l'appareil permettant d'exposer le film sur un papier photosensible. Il est muni d'un objectif d'agrandissement dont la focale est proche de la focale normale pour le type de négatif utilisé (exemple : 50 mm pour du film 135, 75 ou 80 mm pour du 6×6).
- Le papier : il existe plusieurs sortes de papier selon les caractéristiques du négatif et les goûts (baryté, multigrade, rendu froid, normal, chaud, etc.).
- Lampe inactinique : il s'agit d'une lampe spéciale (jaune-vert ou rouge) qui diffuse une lumière dont la couleur (la gamme de longueur d'onde) n'a pas d'effet sur la surface photosensible des papiers utilisés pour le tirage noir et blanc. Sans elle, l'opérateur serait dans l'obligation de réaliser presque toutes les opérations du développement dans le noir absolu.
- Masques : montages de cartons, coton et fil de fer (par exemple) utilisés pour masquer certaines zones afin de les surexposer ou les sous-exposer. Le masquage peut aussi être fait avec les mains.
- Autres accessoires plus ou moins importants : margeur, loupe de mise au point, compte-pose, pinceau soufflant, etc.

### L'exposition
C'est l'étape où l'image présente sur le film est projetée sur le papier. C'est aussi l'étape où tout le sens artistique du photographe s'exprime : choix du cadrage, des masquages, des papiers, etc. Il ne faut surtout pas la réduire à une simple opération technique.
Pour qu'une exposition soit réussie, il faut considérer (entre autres) plusieurs facteurs :
- L'ouverture du diaphragme de l'objectif (profondeur de champ)

L'objectif de l'agrandisseur se règle tout comme l'objectif d'un appareil photo. La profondeur de champ induite par le diaphragme existe donc bien au niveau du plateau de l'agrandisseur, mais elle est moins influente vu le parallélisme des plans du film et du papier, cependant en cas de redressement de lignes fuyantes (quand il faut basculer le plateau qui reçoit le papier et donc quand le film et le papier ne sont plus parallèles), cette profondeur de champ peut devenir déterminante. En règle générale il n'est pas recommandé d'utiliser l'objectif d'agrandissement à pleine ouverture car il est calculé pour donner le maximum de netteté sur tout le champ du négatif à environ f:8. La grande ouverture, qui laisse passer beaucoup de lumière, sert essentiellement à rendre la mise au point plus facile (image plus claire à l'observation).
- Le temps d'exposition (luminosité)

Une bonne habitude est de se fixer un temps d'environ 16 secondes et d'ajuster le diaphragme en conséquence. On peut utiliser une cellule d'agrandissement pour déterminer un temps de base qu'on fera varier en fonction du résultat recherché.
Si l'on souhaite utiliser un diaphragme constant (pour une meilleure maîtrise des caractéristiques de l'objectif, en général f:8) une autre méthode est possible et ne nécessite pas de cellule. Tirez une première image (au diaphragme choisi que l'on gardera tout au long du processus) avec un temps qui correspond, après développement et fixage complet, à une image où l'on voit juste apparaître les contours de celle-ci (très claire). Puis, avec le même diaphragme, multipliez le temps d'exposition par deux, développez et fixez complètement l'image obtenue (deuxième image de la série) et ainsi de suite jusqu'à obtenir une image presque noire. Nota : certains tireurs préconisent d'examiner les épreuves à la lumière du jour, seule estimation valable selon eux pour déterminer la bonne exposition ; d'autres estiment qu'une simple lampe blanche de faible puissance est suffisante : l'avantage de cette technique est de ne pas fatiguer l'œil par le passage brutal de la lumière inactinique à la lumière du jour.
Vous obtenez une série qui va du plus clair au plus foncé (par pas d'un équivalent diaphragme) et dans laquelle vous avez « la » bonne exposition que vous notez « 0 », puis en allant vers le sombre vous notez « +1 », « +2 », etc. et inversement « -1 », « -2 » vers le tirage le plus clair. Il est utile d'avoir une telle série dans son laboratoire car il ne reste plus qu'à comparer le tirage à une des images de la série. Cela permet des corrections très rapides (temps à doubler ou à diviser par 2 ou 4, etc. pour arriver au « 0 » qui est la « bonne » exposition). Cette méthode est appelée « Stop-System ».
Une troisième méthode est celle du tirage de lecture. Le principe de cette méthode est d'obtenir sur le papier un certain nombre de « bandes » exposées à des temps différents. Par exemple, 8 bandes exposées respectivement par 3, 6, 9, 12, 15, 18, 21 et 24 secondes d'exposition. Il suffit pour cela d'utiliser un carton opaque et d'exposer le papier en dégageant progressivement le carton 8 fois de suite toutes les 3 secondes. Après développement de la photo, le photographe peut choisir quel temps d'exposition convient le mieux. Le nombre de bandes et les intervalles de temps d'exposition peuvent être différents en fonction du format du papier et des caractéristiques de l'image qui est tirée. Il est important d'essayer d'avoir tous les différents plans sur une même bande. Sur un paysage horizontal (mer+ciel par exemple), des bandes verticales permettent de voir ces deux différents plans à tous les différents temps d'exposition. Il est donc possible et souhaitable de choisir la direction des bandes en fonction du sujet.
- Le grade (contraste)

Il existe plusieurs grades en photo noir et blanc. Les grades - déterminés par des filtres pour les papiers dits « à contraste variable » - servent à intensifier ou diminuer le contraste du film. Un grade 2 correspond à un contraste normal, un grade 3 correspond à un contraste accentué, un grade 1 à un contraste « doux ». Les grades vont généralement de 0 à 5 (cela dépend des marques de papier et aussi des filtres utilisés) le grade médian est généralement le 2 (dit « normal »). Il est conseillé de commencer par utiliser un grade 2 et, au besoin, de réajuster.
Il est également possible de tirer certaines parties de l'image avec un grade et d'autres avec un grade différent (en faisant des masquages, voir ci-dessous). Les tireurs professionnels n'utilisent que rarement un seul grade pour tirer une image. Ils corrigent ainsi des déséquilibres dans le contraste du négatif. Ceci n'est possible qu'avec les papiers à contraste variable évidemment.
Si les papiers à grade variable sont pratiques à utiliser et maintenant très répandus, il faut cependant savoir que des papiers à grades fixes existent et sont encore commercialisés (en particulier les papiers barytés dits « fine-art »).
Certains tireurs ont également recours, pour modifier le contraste, à la technique de « post-lumination » : après exposition de la feuille sous l'agrandisseur, celle-ci est exposée globalement à une faible lumière blanche pendant 1 à 3 secondes. Ceci permet de conserver le contraste de l'image, tout en faisant « monter » les hautes-lumières pour y faire apparaître plus de détails. La source de lumière doit être bien étalonnée (une lampe de 15 watts à 2-3 mètres par exemple) car seules les parties de l'image déjà sensibilisées doivent réagir ; il ne s'agit pas d'un voile, qui affecte aussi les zones vierges (marges).
- Le masquage

Lors de l'exposition, il est aussi possible de faire des masquages. Le principe d'un masquage est de cacher certaines zones de la photo afin de les sous-exposer, ou de surexposer les parties non cachées. En effet, il est généralement nécessaire d'exposer différemment certaines zones de l'image (« retenir » par exemple, les ombres, et exposer plus longtemps les hautes lumières) pour restituer sur le papier tous les détails enregistrés sur le film.
On peut utiliser pour cela des masques (bouts de carton ou autres au bout d'un fil de fer, ou au contraire feuilles de carton percées d'un trou), et les mains, comme pour des ombres chinoises. Le masquage n'est pas utilisé comme technique de trucage mais plutôt comme technique de retouche, le but étant de corriger l'exposition initiale et le contraste du négatif afin d'obtenir le tirage souhaité.

#### Révéler l'image (développement)
Le révélateur est une solution liquide qui révèle l'image du papier photosensible. Pour de bons résultats reproductibles, la durée de cette opération doit être fixe (60 à 90 secondes généralement pour les papiers dits à « contraste variable »). En fonction du rendu général désiré, on fera varier l'exposition en jouant sur le temps d'exposition et sur le diaphragme de l'objectif de l'agrandisseur ainsi que sur le grade du papier, mais en aucun cas le temps de développement.
Un temps trop court dans le révélateur entraînera une image grisaillante et sans force (si l'image « monte » trop vite, elle est surexposée : on ne la sauvera pas en la sortant plus tôt du bain sauf si le filtre était suffisant). Avec une exposition correcte, une prolongation du temps est moins dévastatrice : une révélation trop longue aura tendance à rendre les blancs gris et ainsi gâcher le travail des grades, en perdant le contraste.
On peut aussi jouer sur la température du révélateur pour obtenir des images plus fortes. On peut aller jusqu'à 26 °C sans problème.
Enfin, il ne faut pas trop se fier à ce qu'on voit sous la lampe de laboratoire. Souvent le rendu y est plus flatteur qu'en réalité. Ceci est particulièrement vrai avec une lampe rouge qui ne permet même pas de juger les contrastes.
Selon le couple papier/révélateur, la tonalité de l'image peut varier des tons froids (bleutés) à chauds (tirant sur le brun). Les papiers bromures sont des papiers neutres. Les chlorobromures sont plus chauds (développés dans un révélateur approprié).

### Le bain d'arrêt
Sortie du révélateur, l'image passe dans un bain d'arrêt acide (eau + acide acétique ou vinaigre). Il s'agit simplement d'arrêter la réaction de développement et d'économiser le bain de fixage. Le bain d'arrêt est court et dure généralement quelques dizaines de secondes.

### La fixation de l'image
Cette étape permet d'éliminer les grains d'argent encore sensibles (non développés) qui seraient toujours présents sur le papier.
Le fixage dans un fixateur « rapide » (hyposulfite d'ammonium) dure entre 30 et 60 secondes. L'usage d'un fixateur rapide présente l'avantage, lors de l'utilisation du papier baryté surtout, de réduire l'imprégnation de fixateur dans le support papier. Des résidus de fixateur entraîneraient une moins bonne conservation dans le temps (jaunissement de la photo).
Certains tireurs, préfèrent cependant l'utilisation de fixateurs traditionnels à l'hyposulfite de sodium, nécessitant un temps de fixage plus long (entre 3 et 5 min) mais qui apporteraient une meilleure conservation dans le temps.
Il est important que les feuilles ne se collent pas les unes aux autres et que le produit circule bien entre les images. Des photos qui jaunissent sont souvent le signe d'un mauvais fixage (toutefois ce jaunissement n'apparaît pas immédiatement mais plusieurs jours ou semaines après le traitement).
En cours de fixage, il est possible d'éclaircir certaines parties de l'image, pour renforcer très localement les hautes lumières. On utilise pour cela le faiblisseur de Farmer appliqué très rapidement au pinceau, et rincé immédiatement. Cette technique ne doit être appliquée qu'aux hautes lumières, pas dans les ombres. Elle donne de très bons résultats mais nécessite une bonne dextérité sous peine d'effacer totalement la partie travaillée.

### Les virages
Il est possible de modifier le rendu de l'image, tout en améliorant sa conservation, par le procédé de virage au cours duquel on substitue aux sels d'argent, des sels de métaux différents comme le sélénium, l'or voire le platine. Le virage le plus courant étant le virage au monosulfure qui donne à l'image un ton sépia. Ce produit (monosulfure de sodium) a le défaut de sentir l'œuf pourri.
Il est possible par virage d'obtenir des images de toutes les tonalités. On peut aussi choisir de ne virer qu'une partie de l'image, en protégeant les autres par un  vernis.

### Lavage final
Le lavage est important et doit être soigneux (surtout s'il s'agit de papiers barytés). Il peut se faire en cuvette (lavage par vidange) ou en cuve verticale (lavage continu).
Les papiers dits à contraste variable (ou encore résinés, plastifiés ou encore RC pour Resin Coated en anglais) sont lavés en 2 minutes en eau courante à plus de 12 °C et en 4 minutes en eau courante à moins de 12 °C.
Les papiers barytés nécessitent un temps de lavage plus long. Plus d'une heure pour un lavage sans auxiliaire. L'emploi d'un auxiliaire réduit le temps de lavage par 2.
Un lavage insuffisant provoquera une dégradation lente et progressive de la photo.

### Essorage et séchage
Avant d'être séchés, les tirages doivent être essorés. La méthode la plus simple est celle d'étendre le tirage sur une plaque de verre ou de Plexiglas et de passer sur ses deux faces une raclette, un rouleau-essoreur, un gant ou autre.
En fonction du papier utilisé, les techniques de séchage diffèrent. La méthode la plus rapide est l'utilisation d'une sécheuse électrique, mais ce type d'équipement est assez onéreux.
- Papiers plastifiés : ils peuvent être placés sur un support vertical et séchés à température ambiante ou encore posés à plat sur des claies de séchage ou suspendus à un fil.
- Papiers barytés : sécheuse électrique ou claies de séchage.

### Repique
La repique est l'action qui consiste à corriger les défauts mineurs d'un inversible, d'un négatif ou d'un tirage : poussières, fils… 
Cette opération s'effectue à l'aide d'un pinceau très fin chargé d'une encre adaptée (appelée gris film), à l'aide de gouache ou encore, sur les papiers barytés, au crayon noir.

### Retouche
Cette  opération, surtout réalisée par les professionnels, tendent à se populariser sur support numérique grâce à des logiciels d'édition et de retouche d'image (tels que GIMP et Photoshop).
La retouche traditionnelles tendent à disparaître mais existent toujours dans des domaines tels que la restauration d'images photographiques.
- La retouche consiste à améliorer en profondeur les photographies à l'aide d'outils tels que ceux qui sont utilisés en repique, auxquels on peut ajouter l'aérographe, des bains chimiques divers (affaiblissement local au ferricyanure de potassium servant à dépigmenter une zone de la photographie par exemple) ou encore le « grattoir ».
Parmi les utilisations typiques de la retouche, citons :
  - la correction du grain ou des imperfections de la peau d'un sujet photographié ;
  - l'accentuation de certains traits du sujet photographié (regard plus pénétrant, bouche mieux dessinée…) ;
  - le détourage d'une image (suppression du fond) ;
  - la modification de caractéristiques physiques du sujet (affinement des jambes par exemple) ;
  - la suppression d'éléments indésirables ;
  - le montage photographique.

## Le tirage platine-palladium
Le tirage platine-palladium est un tirage par contact utilisant des sels de platine et de palladium.